# Marianne Wiggins
Marianne Wiggins (Lancaster, 8 novembre 1947) è una scrittrice statunitense.

## Biografia
Nata a Lancaster, Pennsylvania, nel 1947, vive e lavora a Los Angeles.
Autrice di 3 raccolte di racconti e nove romanzi tra i quali John Dollar, rievocazione al femminile de Il signore delle mosche, è professoressa d'inglese alla University of Southern California.
Colpita da un grave ictus nel 2016, è stata aiutata dalla figlia Lara a completare il suo ultimo romanzo, Properties of Thirst, uscito nell'agosto del 2022.

## Vita privata
Il 6 giugno 1965 ha sposato il distributore cinematografico Brian Porzak; dalla loro unione è nata la figlia Lara. Dopo il divorzio nel 1970, il 23 gennaio 1988 ha sposato lo scrittore Salman Rushdie dal quale ha divorziato nel 1993.

## Opere

### Romanzi
- Babe (1975)
- Went South (1980)
- Separate Checks (1984)
- John Dollar (1989)
- Eveless Eden (1995)
- Almost Heaven (1998)
- Evidence of Things Unseen (2003)
- The Shadow Catcher (2007)
- Properties of Thirst (2022)

### Raccolte di racconti
- Herself in Love and Other Stories (1987)
- Learning Urdu (1990)
- Bet They'll Miss Us When We're Gone (1991)

## Premi e riconoscimenti

### Vincitrice
Premio Janet Heidinger Kafka
- 1989 vincitrice con John Dollar[8]

Premio Whiting
- 1989 vincitrice nella categoria "Narrativa"[9]

### Finalista
Women's Prize for Fiction
- 1996 finalista con Eveless Eden[10]

National Book Award per la narrativa
- 2003 finalista con Evidence of Things Unseen[11]

Premio Pulitzer per la narrativa
- 2004 finalista con Evidence of Things Unseen[12]